# استقامت دی‌الکتریک

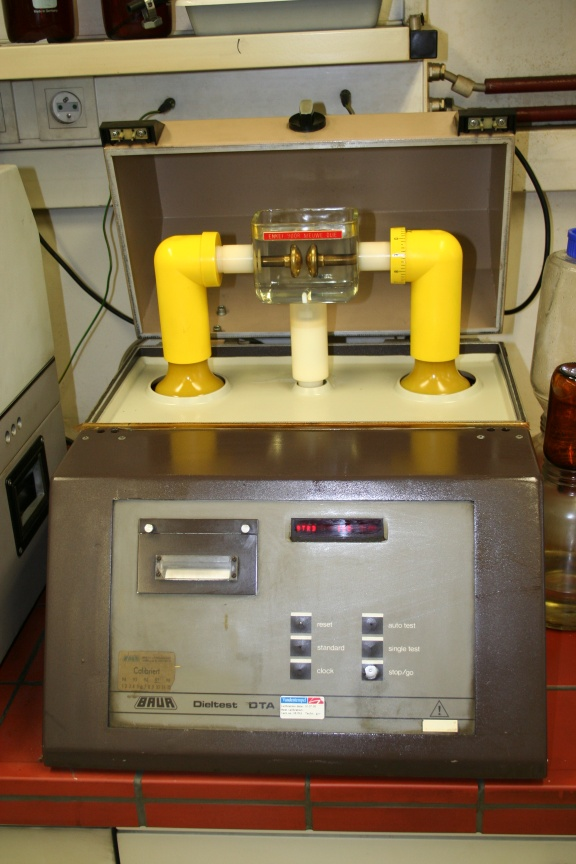
تصویر یک دستگاه اندازه‌گیر قدرت شکست روغن نو یا کارکرده

در فیزیک، اصطلاح استقامت دی‌الکتریک به معنای زیر است:
- برای یک ماده عایق‌ساز الکتریکی خالص، حداکثر میدان الکتریکی که ماده در شرایط ایده‌آل می‌تواند تاب‌آورد بدون اینکه دچار شکست الکتریکی و رسانشی الکتریکی شود (یعنی بدون از بین رفتن ویژگی‌های عایق‌سازی آن).
- برای یک قطعه خاص از مواد دی‌الکتریک و محل قرارگیری الکترودها، حداقل میدان الکتریکی اعمال شده (یعنی ولتاژ اعمال شده تقسیم بر فاصله جداسازی الکترود) که منجر به شکست می‌شود. این مفهوم ولتاژ شکست است.

## شکست الکتریکی
جریان الکتریکی شارش الکتریکی ذرات باردار در یک ماده ناشی از میدان الکتریکی است. ذرات باردار متحرک که مسئول جریان الکتریکی هستند، حامل‌های بار نامیده می‌شوند. در مواد مختلف ذرات مختلف به عنوان حامل بار عمل می‌کنند: در فلزات و سایر جامدات برخی از الکترون‌های خارجی هر اتم (الکترون‌های رسانا) قادر به حرکت در پیرامون مواد هستند. در الکترولیت‌ها و پلاسما یون‌ها هستند، اتم‌ها یا مولکول‌های دارای بار الکتریکی و الکترون‌ها هستند. ماده‌ای که دارای غلظت بالایی از حامل‌های بار در دسترس برای رسانش باشد، جریان بزرگی را با میدان الکتریکی معین ایجاد شده توسط ولتاژ مشخصی که از طریق آن اعمال می‌شود، هدایت می‌کند و بنابراین مقاومت الکتریکی کمی دارد. این یک رسانای الکتریکی نامیده می‌شود. ماده‌ای که حامل‌های بار کمی داشته باشند، جریان بسیار کمی را با یک میدان الکتریکی مشخص هدایت می‌کند و از مقاومت بالایی برخوردار است. این نارسانای الکتریکی نامیده می‌شود.

## عوامل مؤثر بر استقامت دی‌الکتریک ظاهری
- با افزایش ضخامت نمونه کاهش می‌یابد.[۱] («نقایص» زیر را ببنید)
- با افزایش دمای کاری کاهش می‌یابد.
- با افزایش فرکانس کاهش می‌یابد.
- برای گازها (به عنوان مثال نیتروژن، هگزا فلوراید گوگرد) با افزایش رطوبت به‌طور معمول کاهش می‌یابد زیرا یون‌های موجود در آب می‌توانند کانال‌های رسانایی ایجاد کنند.
- برای گازها مطابق قانون پاشن با فشار افزایش می‌یابد
- برای هوا، استقامت دی‌الکتریک با افزایش رطوبت مطلق کمی افزایش می‌یابد اما با افزایش رطوبت نسبی کاهش می‌یابد[۲]

استقامت دی‌الکتریک (در مگاولت بر متر (MV/m)، یا ۱۰۶⋅ولت بر متر) از مواد مختلف متداول هستند:
| ماده                                             | استقامت دی‌الکتریک (مگاولت بر متر) یا (ولت بر میکرون) |
| ------------------------------------------------ | ---------------------------------------------------- |
| هلیم (نسبت به نیتروژن)                           | ۰٫۱۵                                                 |
| هوا                                              | ۳                                                    |
| سولفور هگزافلوراید                               | ۸٫۵ تا ۹٫۸                                           |
| آلومینا                                          | ۱۳                                                   |
| شیشه پنجره                                       | ۹٫۸ تا ۱۳٫۸                                          |
| شیشه بوروسیلیکات                                 | ۲۰ تا ۴۰                                             |
| روغن سیلیکون، روغن معدنی                         | ۱۰ تا ۱۵                                             |
| بنزن                                             | ۱۶۳                                                  |
| پلی استایرن                                      | ۲۰                                                   |
| پلی اتیلن                                        | ۱۹ تا ۱۶۰                                            |
| لاستیک نئوپرن                                    | ۱۵٫۷ تا ۲۶٫۷                                         |
| آب مقطر                                          | ۶۵ تا ۷۰                                             |
| خلا زیاد (۲۰۰ میکروپاسکال) (انتشار میدانی محدود) | ۲۰ تا ۴۰ (بستگی به شکل الکترود دارد)                 |
| سیلیس ذوب‌شده                                     | ۴۷۰ تا ۶۷۰                                           |
| کاغذ مومی                                        | ۴۰ تا ۶۰                                             |
| پلی تترافلوئورواتیلن (تفلون، اکسترودشده)         | ۱۹٫۷                                                 |
| پلی تترافلوئورواتیلن (تفلون، پوسته عایق)         | ۶۰ تا ۱۷۳                                            |
| پلی‌اتراترکتون                                    | ۲۳                                                   |
| میکا                                             | ۱۱۸                                                  |
| الماس                                            | ۲۰۰۰                                                 |
| تیتانات زیرکونات سرب                             | ۱۰ تا ۲۵                                             |

## واحدها
در SI، واحد استقامت دی‌الکتریک ولت بر متر (V/m) است. همچنین مشاهده واحدهای مرتبط مانند ولت بر سانتی‌متر (V/cm)، مگاولت بر متر (MV/m) و غیره معمول است.
در واحدهای مرسوم ایالات متحده، استقامت دی‌الکتریک غالباً بر حسب ولت بر میل مشخص می‌شود (یک میل ۱/۱۰۰۰ اینچ است). تبدیل به شرح زیر است:
{\displaystyle {\begin{aligned}1{\text{ V/m}}&=2.54\times 10^{-5}{\text{ V/mil}}\\1{\text{ V/mil}}&=3.94\times 10^{4}{\text{ V/m}}\end{aligned}}}